# ناحیه گاردفیلد، شهرستان بی، میشیگان
گاردفیلد (به انگلیسی: Garfield Township) یک منطقهٔ مسکونی در ایالات متحده آمریکا است که در شهرستان بی، میشیگان واقع شده‌است.
 لیج ۹۲٫۴۴ کیلومتر مربع مساحت و ۱٬۷۴۳ نفر جمعیت دارد و ۱۹۶ متر بالاتر از سطح دریا واقع شده‌است.